# 자쿠섬

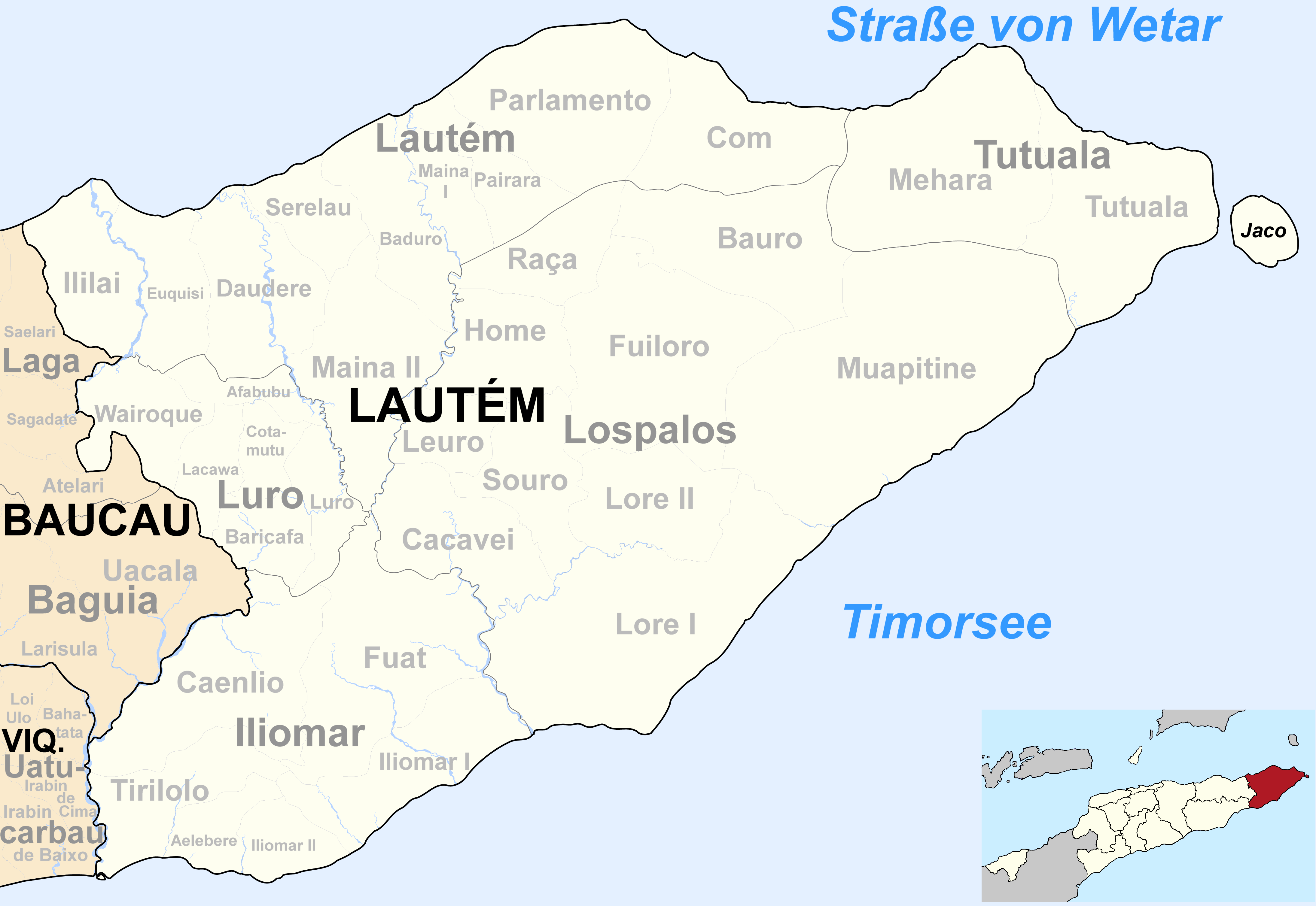
자쿠 섬의 위치

자쿠섬(Jaco)은 동티모르 최동단에 위치한 무인도로 면적은 11km2, 높이는 약 100m이다. 행정 구역상으로는 라우텡현에 속한다.